# MPS Group Championships 2009
Il MPS Group Championships 2009  è stato un torneo di tennis giocato sulla terra verde.
È stata la 30ª edizione del MPS Group Championships, la 1a con la nuova denominazione, che fa parte della categoria International nell'ambito del WTA Tour 2009.
Si è giocato nel Sawgrass Country Club di Ponte Vedra Beach in Florida, dal 6 al 12 aprile 2009.

## Campioni

### Singolare
Caroline Wozniacki ha battuto in finale  Aleksandra Wozniak con il punteggio di 6–1, 6–2.

### Doppio
Chuang Chia-jung /  Sania Mirza hanno battuto in finale  Květa Peschke /  Lisa Raymond con il punteggio di 6–3, 4–6, 10–7.